# A.N.F. Les Mureaux 190
L'A.N.F. Les Mureaux 190 est un chasseur léger français monoplace de l'entre-deux-guerres qui ne dépassa pas le stade du prototype, mais donna naissance au Potez 230.

## A.N.F. Les Mureaux 190
Le 13 juillet 1934, le Ministère de l'Air lança un programme de chasseurs monoplaces (C1). Modifié à plusieurs reprises, ce programme fut figé le 16 novembre 1935, donnant naissance à deux catégories d’appareils, des chasseurs légers de 400 à 500 ch et des chasseurs lourds de 800 à 1 000 ch. Les chasseurs légers, ou « chasseurs Jockey », ne devaient pas peser plus de 2 500 kg mais pouvoir atteindre 450 km/h. C’est pour répondre à ce programme que l’ingénieur André Brunet dessina un monoplan de construction entièrement métallique, à train classique fixe caréné, caractérisé par la forme elliptique de son aile basse. 
Le prototype effectua ses premiers essais en juillet 1936 avec un moteur à 12 cylindres en V inversés Salmson 12Vars à refroidissement par air affichant une puissance de 450 ch. Il devait recevoir un canon de 20 mm dans le moyeu de l’hélice, de 2 mitrailleuses de voilure de 7,5 mm. Exposé au Grand Palais à l’occasion du 15e Salon aéronautique de Paris fin novembre 1936 et annoncé comme très maniable, le prototype fut abandonné moins d’un an après le début de ses essais, en raison des médiocres qualités du moteur, tout comme le projet ANF Les Mureaux 191, version à train escamotable.

## Potez 230
En 1937, les Ateliers du Nord de la France et des Mureaux furent absorbés par la Société nationale des constructions aéronautiques du Nord (SNCAN), entreprise nationale constituée autour de la société Potez. André Brunet et les ingénieurs René Lemaître et Hubert poursuivirent donc chez Potez le développement du chasseur léger Mureaux 190 dont ils conservèrent la forme elliptique de voilure. Cependant, le fuselage fut redessiné, un train d’atterrissage escamotable adopté, et une voilure en duralumin rivetée sur une structure à épaisseur variable fut conçue et réalisée.
Doté d’un moteur Hispano-Suiza 12Xcrs de 690 ch entraînant une hélice tripale, le prototype effectua son premier vol le 30 mars 1940, piloté par Georges Détré. Le prototype devait tomber en 1940 aux mains des Allemands à Villacoublay et fut convoyé en Allemagne pour y être étudié. Son longeron-caisson de construction intégrale constituait en effet une innovation.

## Sources
1. ↑  Flight no 1456 p. 543
2. ↑  Green/Swanborough